# Albert Stenbock (militär)
Magnus Albert Carl Gustaf Arvid Stenbock, född 22 april 1800 i Quedlinburg, Tyskland, död 25 april 1871 i Köpenhamn, var en svensk greve, major, kammarherre och tecknare.

## Biografi
Albert Stenbock var son till förste stallmästaren greve Gustaf Harald Stenbock och Lolotte Forsberg och från 1829 gift med grevinnan Johanna Margareta Hamilton. Stenbock tjänstgjorde vid flera olika regementen och fick majors avsked 1836. Han blev kammarherre hos prinsessan Sofia Albertina 1823 samt adjutant hos kronprins Oskar 1829. Han var ägare till Torsjö i Solberga socken 1829–1868. Vid sidan av sin verksamhet var han verksam som tecknare och finns representerad med en Scrap-Book i Lunds universitetsbibliotek.